# Marten Scheffer
Marten Scheffer (Amsterdam, 13 september 1958) is een Nederlands aquatisch ecoloog en is als hoogleraar Ecologie en Waterkwaliteit verbonden aan de Universiteit van Wageningen.

## Leven en loopbaan
Scheffer is geboren in Amsterdam en in 1985 voltooide hij zijn studie ecologie aan de Universiteit Utrecht. In 1992 promoveerde hij aan dezelfde universiteit. In 1998 is Scheffer aangesteld als hoofd van de afdeling aquatische ecologie en waterkwaliteitsbeheer aan de Wageningen Universiteit.

## Onderzoek
Scheffer begon zijn wetenschappelijke loopbaan met het opstellen van wiskundige modellen om de gesteldheid van meertjes te kunnen verklaren. Deze modellen verklaarden de twee evenwichtstoestanden van een meer en de overgangen daartussen. De ene evenwichtstoestand is troebel met algen, de andere helder met waterplanten. Hij was met deze modellen betrokken bij diverse grote biomanipulatieprojecten. Gaandeweg heeft hij deze modellen uitgebreid, zodat ze ook toepasbaar zijn op ingewikkeldere ecosystemen.
Scheffer is een van de oprichters van het vaktijdschrift Ecosystems en Ecology and Society, waar hij tevens in publiceert.

## Erkenning
In 2009 werd de Spinozapremie uitgereikt aan Scheffer voor zijn onderzoek naar omslagpunten in complexe ecosystemen. Hij heeft modellen opgesteld waarmee omslagpunten zoals het vertroebelen van een meer voorspeld kunnen worden.
In 2009 trad hij toe tot de Koninklijke Academie der Wetenschappen, waar hij lid is van de sectie biologie en van de Raad voor Aard- en Levenswetenschappen. Daarnaast jureerde hij voor de Dr. A.H. Heinekenprijs voor de Milieuwetenschappen en de KNAW Onderwijsprijs. Scheffer behoort ook tot de wetenschappelijke adviesraad van het Stockholm Resilience Centre.